# Cnephidia
Cnephidia is een geslacht van vlinders van de familie snuitmotten (Pyralidae), uit de onderfamilie Phycitinae.

## Soorten
- C. fuscorubra Riel, 1928
- C. kenteriella Ragonot, 1893
- C. sinensis Caradja, 1927